# Primo sciopero della fame
Il primo sciopero della fame nel carcere nordirlandese di Long Kesh, ribattezzato dal governo britannico HMP Maze (dove HMP sta per Her Majesty's Prison), cominciò il 27 ottobre 1980 quando sette detenuti, sei della Provisional IRA e uno dell'INLA, rifiutarono il cibo per protestare contro il regime carcerario dell'Irlanda del Nord.

## Storia
Dal 1976 i detenuti repubblicani, che prima di quella data avevano lo status di prigionieri politici ed erano rinchiusi in alcune baracche di un ex campo dell'aviazione a Long Kesh, vicino Lisburn, venivano mandati nella parte moderna del carcere, costituita da 8 blocchi a un piano a forma di H che divennero famosi come H-Blocks e dovevano indossare l'uniforme carceraria prevista per i criminali comuni.
I detenuti si opposero a questo nuovo regime e, rifiutandosi di indossare la divisa, si coprivano solo con una coperta, dando vita alla blanket protest (protesta della coperta), da cui presero il nome di Blanketmen. Nel 1978, per protestare contro la brutalità dei secondini, che li assalivano quando si recavano ai bagni, i detenuti si rifiutarono di svuotare i propri buglioli, spalmando i propri escrementi sui muri delle celle e buttando l'urina sotto la fessura delle porte. Era cominciata così la dirty protest (protesta della sporcizia).
Nonostante le pressioni provenienti da molti ambienti, come la chiesa cattolica irlandese e alcuni politici statunitensi di origine irlandese come Edward Kennedy, il governo britannico guidato da Margaret Thatcher si rifiutava ostinatamente di arrivare ad un qualche compromesso con i detenuti. Dopo più di 4 anni vissuti nudi con solo una coperta addosso e in mezzo ai propri escrementi, i detenuti decisero di risolvere la questione drasticamente e annunciarono uno sciopero della fame. Il 27 ottobre cominciarono lo sciopero sette detenuti, ai quali il 1º dicembre si aggiunsero 30 detenuti del carcere di Maze e anche tre detenute del carcere femminile di Armagh (Mairéad Farrell, Mary Doyle e Mairéad Nugent). Il 18 dicembre, dopo 53 giorni di digiuno, quando uno dei sette (Sean McKenna) era ormai in fin di vita, gli altri sei decisero di terminare lo sciopero sulla base di un confuso documento fatto arrivare attraverso intermediari dal governo britannico.

## Partecipanti
- Brendan Hughes (IRA): di Belfast, soprannominato The Dark. Dopo essere stato il comandante della Brigata Belfast della PIRA era l'OC (Officer Commanding), il comandante, dei detenuti dell'IRA nel carcere di Maze. All'inizio dello sciopero lasciò il comando a Bobby Sands.
- Tommy McKearney (IRA): membro di una nota famiglia repubblicana di Moy, nella contea di Tyrone. Durante i 30 anni dei Troubles ha perso due fratelli, Sean e Padraig, anch'essi membri dell'IRA, durante operazioni dell'organizzazione, mentre un altro fratello, Kevin, venne ucciso assieme a uno zio nel 1992 dai paramilitari protestanti dell'UVF.
- Sean McKenna (IRA): di Newry nella contea di Down.
- Leo Green (IRA): di Lurgan, contea di Armagh. Aveva perso un fratello, anche lui membro dell'IRA, per mano dei paramilitari protestanti.
- Raymond McCartney (IRA): di Derry. In seguito avrebbe ricoperto il ruolo di OC dei detenuti.
- Tom McFeeley (IRA): della contea di Derry.
- John Nixon (INLA): di Armagh, nell'omonima contea. Era il comandante dei detenuti dell'INLA.